# 米德爾敦 (紐約州奧蘭治縣)
米德尔敦（Middletown）是美国纽约州奥兰治县的一座城市，它位于纽约的哈德逊河谷地区，靠近沃尔基尔河和沙湾克山脉的山脚下。 米德尔敦位于纽约杰维斯港和纽堡之间。 截至2010年美国人口普查，全市人口为28,086人，比2000年人口普查25,388人增加2698人。 米德尔敦位于纽约都会区内，邮政编码为10940。
米德尔敦市在1888年建市。它在19世纪和20世纪初成长，几条纽约州的较低铁路在这设站，吸引了几个小型制造企业。 周边地区部分投入到小型奶牛场。 Mediacom通讯公司，Galleria at Crystal Run，SUNY Orange，沃尔玛，Touro骨科医学学院和Times Herald-Record是米德尔敦的主要雇主。